# اوفوس
اوفوس (به فرانسوی: Aoufous) یک شهرک در مراکش است که در استان رشیدیه واقع شده‌است. اوفوس ۱٬۲۷۲ نفر جمعیت دارد.